# 腓特烈五世 (普法尔茨)
腓特烈五世（冬王）（德語：Friedrich V der Winterkönig，1596年8月26日—1632年11月29日），普法尔茨选侯（1610年－1623年在位），英格蘭国王詹姆斯一世的女婿，三十年战争期间在位一年的波希米亚国王（稱腓特烈一世，1619年－1620年）。
腓特烈五世生於上普法爾茨安貝格附近的劳特霍芬，是普法尔茨选侯腓特烈四世的第三个儿子，母亲为奥兰治亲王威廉一世之女路易絲·朱丽安娜。1610年父亲去世后继承选帝侯职位，1614年起亲政。著名的海德堡花園由其建成。1613年，他与英格蘭国王詹姆斯一世的女儿伊丽莎白·斯图亚特结婚，他们最小的女儿索菲亚嫁给了卡倫貝格親王恩斯特·奥古斯特，索菲亚后因母亲的血缘关系成为英国王位继承人，因此他亦是英国汉诺威王朝的祖先。
腓特烈五世是喀尔文宗信徒。部分是受到妻子的怂恿，他积极参与德意志宗教改革的活动，并在诸侯们形成的新教联盟中取得了显赫的位置。当时德国各新教力量共同反对哈布斯堡王朝的天主教至上政策，其中捷克人的活动终于成为三十年战争的导火索。1619年8月波希米亚起义之后，尽管违背本人的意愿，腓特烈五世被捷克人推举为波希米亚国王，同年11月在布拉格正式加冕。然而一年之后，1620年11月8日捷克人在白山战役中的惨败即终结了腓特烈五世短暂的帝王生涯。他因此获得一个讽刺性的外号：“冬王”。
腓特烈五世逃往尼德兰。由于遭到皇帝斐迪南二世的驱逐，他的余生几乎都在流亡中度过，仰仗从前的盟友们的慷慨馈赠。1623年他的选侯称号连同普法尔茨领地都被皇帝剥夺。选侯头衔和上普法尔茨的土地被转封给了他的表兄巴伐利亚公爵马克西米连一世，后者是哈布斯堡王室在三十年战争中的主要支持者。下普法尔茨遭到西班牙占领军的搜刮。
腓特烈五世希望新教联盟的胜利能为他夺回领地，但从来没有实现。莱茵-普法尔茨的选侯国地位被巴伐利亚取代。1632年11月英格兰决定出兵援助他，但是为时已晚。他从10月初患了严重的瘟疫，11月29日在美因茨死于高烧。

## 早年 1596-1610
腓特烈生於1596年8月26日。作為普法尔茨-锡门家族成員，眾多帝國政要和顯貴參加了10月6日在安貝格舉行的腓特烈洗禮儀式。普法爾茨-西默爾恩既是維特爾斯巴赫家族的長系分支，也同時信奉喀爾文派，因此與家族幼系巴伐利亞公爵馬克西米利安一世處於對立面，巴伐利亞公爵是天主教的支持者。
由於1596年海德堡爆發鼠疫，腓特烈在上普法爾茨生活了兩年，1598年回到海德堡。1604年，在母親的要求下，腓特烈被送往色當，寄住在姨父布永公爵亨利·德拉图尔·多韦涅的宮廷內。在色當暫住期間，腓特烈是亨利四世宮廷的常客。他的導師是加爾文主義神學家丹尼爾·帝勒努斯，在八十年戰爭和法國宗教戰爭期間，後者呼籲新教諸侯相互間團結聯合，當教友兄弟遭受騷擾時要履行基督徒的責任。這些理論形成了腓特烈將來的政治理念。

## 監護爭議 1610-1614
1610年9月19日，父親腓特烈四世因酗酒去世，腓特烈在當時年僅14歲。依據1356年金璽詔書相關法則，由家族內與腓特烈關係最近的男性成員擔任其法定監護人與普法爾茨選侯國攝政直至腓特烈成年。然而，家族中關係最近的是信奉天主教的普法爾茨-諾伊堡伯爵沃爾夫岡·威廉，所以腓特烈四世在臨終前安排普法爾茨-茨魏布吕肯伯爵約翰二世為法定監護人，腓特烈歡迎約翰前來海德堡作為法定監護人，而沃爾夫岡.威廉被拒絕入海德堡。腓特烈四世的安排導致帝國諸侯間的激烈爭執。1613年，皇帝馬蒂亞斯干預這項安排，讓腓特烈在未成年行事選侯權力實行領地內統治。1614年，腓特烈到了法定年齡結束了頗受爭議的監護。

## 迎娶伊麗莎白•斯圖亞特
腓特烈四世的婚姻策略在於加強和穩固普法爾茨選侯國在新教陣營的地位，腓特烈的姐姐和妹妹分別嫁給新教諸侯：姐姐路易絲.朱莉安嫁給腓特烈的監護人約翰二世，妹妹伊麗莎白·夏洛特嫁給勃蘭登堡選侯兼普魯士公爵奧爾格·威廉。腓特烈四世希望女兒卡塔琳娜.索菲亞能嫁給瑞典王儲古斯塔夫，但不成功。
腓特烈延續父親的政策，尋求迎娶英格蘭國王詹姆斯一世之女伊麗莎白.斯圖亞特。而當時詹姆斯已考慮將女兒嫁給法蘭西國王路易十三，腓特烈只是選侯，而詹姆斯尋求將女兒嫁給國王，但詹姆斯的想法遭到身邊顧問的反對。詹姆斯的顧問們擔憂如果伊麗莎白與天主教君主通婚，勢必打破雙方力量均衡，他們判斷伊麗莎白嫁給腓特烈，較符合英國的利益。腓特烈的總管漢斯·邁恩哈德·馮·紹姆貝格于1612年春前往倫敦，經過激烈談判，婚約于5月26日確立。婚約的主要反對者，是詹姆斯的王后安妮，王后希望自己的長女伊麗莎白能嫁給國王，而非選帝侯，但其意見最終被英王的決策團隊否定，確立了兩方的婚約。
腓特烈隨後前往英格蘭迎接新娘，當年10月6日抵達英格蘭。腓特烈與伊麗莎白之前以法語通信交友，在見面之後相互留下美好的印像，雙方于1613年1月正式訂婚，隨即于2月14日在怀特霍尔宫的皇家禮拜堂舉行婚禮。腓特烈在之前已被授予嘉德勛章，隨後在婚禮上佩戴。在返回海德堡途中，腓特烈與伊麗莎白去海牙，拜訪同屬新教陣營的荷蘭盟友──荷蘭省督拿騷的毛里茨，1613年6月12日回到海德堡，當地舉行了廣泛的慶祝活動。伊麗莎白于1614年1月1日生下長子亨利·腓特烈。
作為婚前協議的一部分，腓特烈擴建海德堡城堡，裝修工程于1615年竣工，伊麗莎白門是城堡的入口。

## 三十年戰爭前的選侯統治 1614-1618
1614年8月26日，腓特烈在生日當天執掌普法爾茨選侯國，親政后的第一個行動是參加新教聯盟會議，會議期間，遭到發燒困擾。突如其來的變故改編了腓特烈的性格，同時代的人描述，患病之後，腓特烈顯得憂鬱和沮喪。同樣，腓特烈將大部分事務交給大臣克利斯蒂安一世處理。
腓特烈熱心于大型建築工程，旨在讚頌和榮耀自身政權。除了翻修海德堡城堡，海德堡花園在其命令下開始動工，英格蘭建築學家伊尼戈·瓊斯和法蘭西工程師所羅門·德·高斯參與花園的設計。腓特烈被描繪成阿波羅與海格力斯。
政治上，腓特烈把自己定位為反抗皇帝馬蒂亞斯的神聖羅馬帝國新教諸侯領袖和維護德意志貴族自由的守護者。自奧格斯堡和約以來，神聖羅馬帝國形成了天主教、新教路德宗和新教喀爾文宗的三方微妙平衡。圍繞在三種教派間的衝突發展成為帝國內部鬥爭。而且，荷蘭共和國與西班牙帝國簽訂的十二年停戰協定已在1621年到期，雙方即將重開戰端。
普法爾茨選侯國的軍事實力和哈布斯堡家族相比較顯得弱很多，相比較其餘諸侯國，普法爾茨選侯國的領土顯得鬆散，兩大塊主要領地間隔著眾多諸侯國，彼此不想連，以海德堡為中心的下普法爾茨和以安貝格為中心的上普法爾茨。下普法爾茨的經濟支柱是農業，上普法爾茨是歐洲當時著名的採礦區之一。

## 波希米亞選侯 1619-1620

### 背景與計劃
波希米亞王國採取選舉君主制，儘管是王國，卻是神聖羅馬帝國的一部分。自1526年起，波希米亞國王由哈布斯堡家族成員擔任，從1555年開始，神聖羅馬皇帝兼任波希米亞國王。17世紀初期，波希米亞面臨政治危機。波希米亞王國議會擔憂哈布斯堡家族將對波希米亞採取專制統治，大多數信奉新教的波希米亞貴族憂慮天主教皇帝會加強波希米亞的天主教化。皇帝魯道夫二世時期，波希米亞王國發生大規模的反對運動。當時魯道夫二世發動了對奧斯曼帝國的長時間戰爭，戰爭始於1591年終於1606年。由於對戰爭結果不滿，魯道夫急於重新發動對奧斯曼帝國的戰爭。為了得到波希米亞對戰爭的支持，魯道夫允諾給予波希米亞人宗教自由的權力。然而波希米亞人對魯道夫心存疑慮，同時與新教聯盟頻繁聯絡。
波希米亞人在1611年推舉馬蒂亞斯為波希米亞國王，1612年初，新教聯盟內部討論會中提及推選新教徒為波希米亞國王，腓特烈在候選人之一。普法爾茨的戰略家們認為如果腓特烈當選波希米亞國王，勢必會讓薩克森選帝约翰·格奥尔格一世斷絕與哈布斯堡家族的聯盟，完全站在新教聯盟一邊。這個假設在事後被證明是毫無根據的。
此時，宗教衝突在波希米亞境內繼續蔓延。1617年，施蒂利亞公爵斐迪南當選波希米亞國王，由於其是一名狂熱的天主教徒，因此波希米亞貴族相信勢必撕毀魯道夫二世給予波希米亞人的承諾。種種疑慮開始蔓延，帝國議會下令新教徒停止在已沒收的教會土地上建新教教堂，波希米亞新教徒宣稱這些地產是他們的神聖領地，而且得到了魯道夫二世的允諾。1618年5月23日，一部分波希米亞貴族在因德里赫·马提亚斯·特隆的帶領下衝入布拉格城堡，抓住兩位王室大臣。事件被稱為第二次布拉格拋窗事件，被視為波希米亞人叛亂的開端，也被視為三十年戰爭的導火索。
面對波希米亞事件，上普法爾茨的管理者克利斯蒂安一世前往波希米亞實行調停。克利斯蒂安此行並未提議腓特烈為波希米亞國王，因為腓特烈過於年輕而且沒有豐富的政治經驗，而且波希米亞王國沒有加爾文派。腓特烈並未違抗皇帝，未在公開場合忤逆皇帝，而在給岳父詹姆斯一世的信中把波希米亞事件的責任歸咎于天主教耶穌會和西班牙支持者。
1618年11月，腓特烈首次被布拉格方面提議為國王候選人，他的代言人是否在其中起作用令人不得而知。普法爾茨外交官克里斯托弗·馮·多納向詹姆斯一世轉達腓特烈可能當選波希米亞國王，後者持反對態度。新教聯盟同樣反對，唯恐引發宗教戰爭，薩克森選侯堅決反對此提議。
腓特烈派遣一支由恩斯特·冯·曼斯菲尔德率領的軍隊前往波希米亞王國支持當地新教徒，1618年8月，普法爾茨和波希米亞聯軍在恩斯特·馮·曼斯費爾德指揮下發動比尔森攻城战，11月21日攻克比爾森市，確保整個波希米亞王國在新教控制下。
皇帝馬蒂亞斯于1619年3月20日去世，繼任者為斐迪南，雖然斐迪南之前已加冕為波希米亞國王，但波希米亞王國議會拒絕承認其合法性。由於擔心哈布斯堡家族的入侵，波希米亞議會與波希米亞王冠領地諸成員于7月31日在布拉格會晤尋求結盟，會議決議對抗哈布斯堡家族。八月，波希米亞總議會宣佈剝奪斐迪南的波希米亞國王資格。波希米亞王國與哈布斯堡家族的戰爭已不可避免，科隆王公主教兼選侯斐迪南預測這將會導致二十年、四十年甚至六十年的戰爭。
波希米亞人最初的國王候選人是薩克森選侯，後者得知后拒絕了波希米亞人。這使得腓特烈成了熱門人選，1619年8月，當加布里埃尔·百瑟伦發動反哈布斯堡家族的戰爭時，腓特烈正前往法蘭克福參加斐迪南的加冕。

## 子女
1. 海因里希·腓特烈（英语：Henry Frederick, Hereditary Prince of the Palatinate）（1614年—1629年），早逝
2. 卡爾·路德維希（1617年—1680年）
3. 伊麗莎白（1618年—1680年）
4. 魯珀特（1619年—1682年）
5. 莫里茲（英语：Maurice of the Palatinate）（1621年—1652年）
6. 路易絲·荷蘭汀（1622年—1709年）
7. 愛德華（1625年—1663年）
8. 亨麗埃特·瑪麗（英语：Henriette Marie of the Palatinate）（1626年—1651年）
9. 菲利普·腓特烈（英语：Philip Frederick of the Palatinate）（1627年—1650年）
10. 夏洛特（1628年—1631年），夭折
11. 索菲亞（1630年—1714年）
12. 古斯塔夫·阿道夫（英语：Gustavus Adolphus of the Palatinate）（1632年—1641年），夭折

| 腓特烈五世 (普法尔茨) 維特爾斯巴赫王朝出生于：1596年8月26日逝世於：1632年11月29日 | 腓特烈五世 (普法尔茨) 維特爾斯巴赫王朝出生于：1596年8月26日逝世於：1632年11月29日 | 腓特烈五世 (普法尔茨) 維特爾斯巴赫王朝出生于：1596年8月26日逝世於：1632年11月29日 |
| 德意志貴族爵位                                                                    | 德意志貴族爵位                                                                    | 德意志貴族爵位                                                                    |
| --------------------------------------------------------------------------------- | --------------------------------------------------------------------------------- | --------------------------------------------------------------------------------- |
| 前任者： 腓特烈四世                                                               | 普法爾茨選侯 1610年—1623年                                                        | 空缺下一位持有相同頭銜者：卡爾一世·路德維希                                       |
| 前任者： 斐迪南二世                                                               | 波希米亞國王 1619年—1620年                                                        | 繼任者： 斐迪南二世                                                               |